# Eurema brigitta

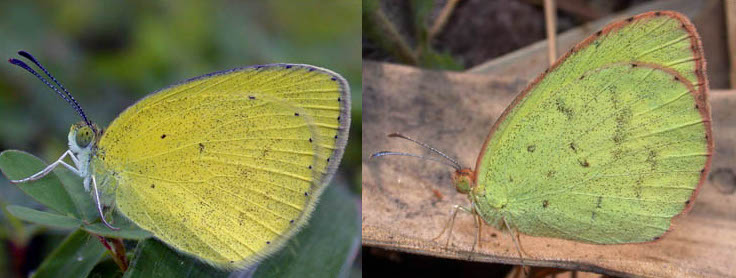
Small grass yellow both forms

Small Grass Yellow or Broad-bordered Grass Yellow (Eurema brigitta) là một loài bướm nhỏ thuộc họ Pieridae, có màu vàng và trắng, được tìm thấy ở Ấn Độ and other parts of châu Á. It is also present in Úc và Africa.
Sải cánh dài 30–35 mm. Adults are on the wing quanh năm.
Ấu trùng ăn Hypericum aethiopicum and Chamaecrista mimosoides.

## Phụ loài
- Eurema brigitta brigitta (Tropical Africa)
- Eurema brigitta pulchella (Boisduval, 1833) (Madagascar, Mauritius, Comoro Islands, Aldabra Islands)
- Eurema brigitta drona (Horsfield, [1829]) (Sumatra, Java to Lombok)
- Eurema brigitta senna (C. & R. Felder, [1865]) (Peninsular Malaya, Singapore)
- Eurema brigitta fruhstorferi (Moore, 1906) (eastern Indo-China)
- Eurema brigitta ina Eliot, 1956 (southern Sulawesi)
- Eurema brigitta hainana (Moore, 1878) (Hainan)
- Eurema brigitta rubella (Wallace, 1867) (Sri Lanka, India, Burma to southern China, Nicobars)
- Eurema brigitta formosana Matsumura, 1919 (Taiwan)
- Eurema brigitta yunnana (Mell)
- Eurema brigitta australis (Wallace, 1867) (Australia, New Guinea, Papua New Guinea)

## Habits, Behavior, Views

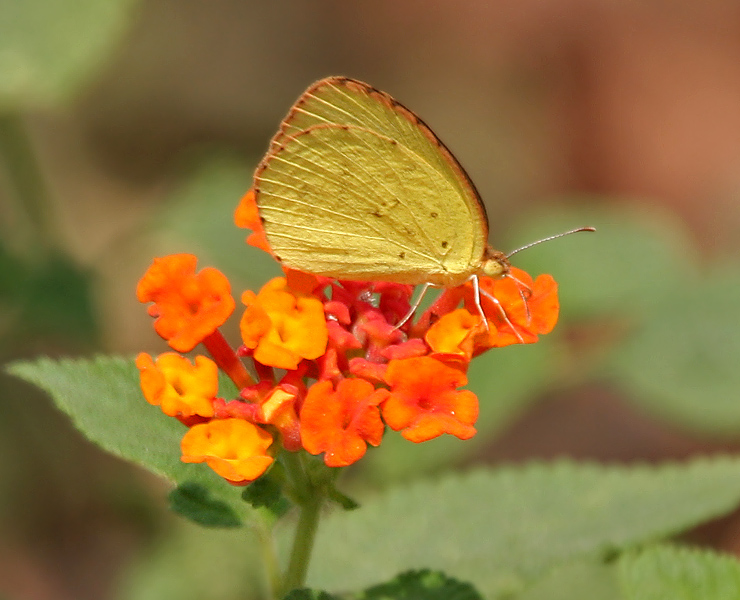
on Lantana flowers in Hyderabad, India
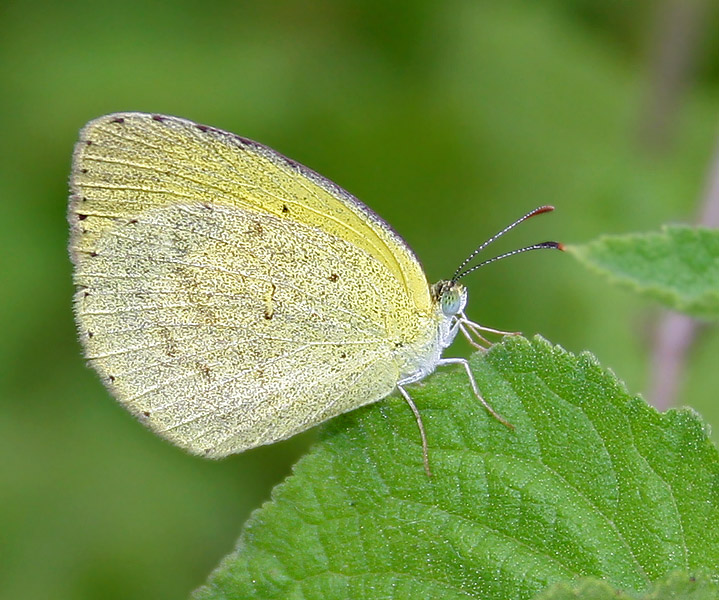
in Hyderabad, India
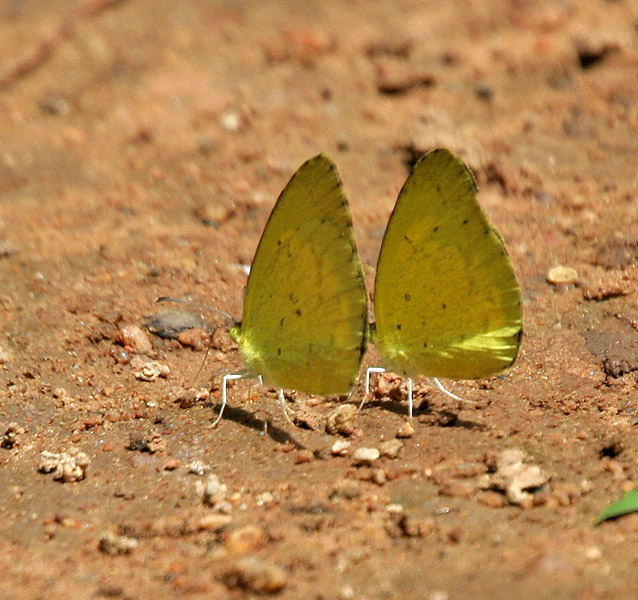
mud-puddling at Talakona forest, in Chittoor District of Andhra Pradesh, Ấn Độ
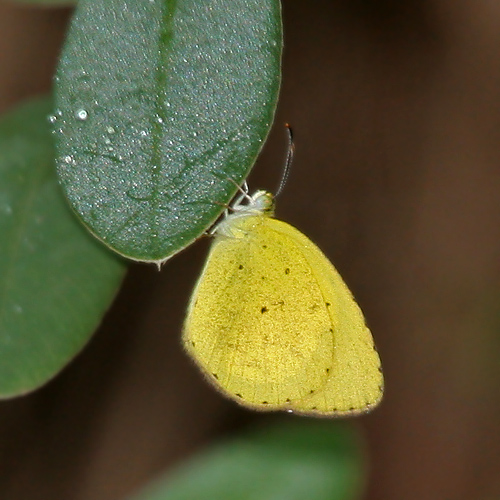
at Talakona forest, in Chittoor District of Andhra Pradesh, Ấn Độ
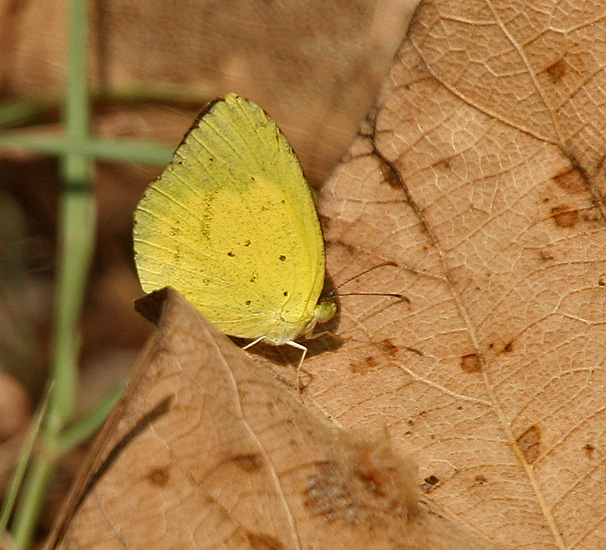
in Kawal Wildlife Sanctuary, Ấn Độ.